# Ivan Buljan
Ivan Buljan (Runovići, 1949. december 11. –) horvát labdarúgó, edző.

## Pályafutása

### A válogatottban
1973 és 1981 között 36 alkalommal szerepelt a jugoszláv válogatottban és 2 gólt szerzett. Részt vett az 1974-es világbajnokságon és az 1976-os Európa-bajnokságon.

## Sikerei, díjai
Hajduk Split
- Jugoszláv bajnok (3): 1970–71, 1973–74, 1974–75
- Jugoszláv kupa (5): 1971–72, 1972–73, 1973–74, 1975–76, 1976–77

Hamburg
- Nyugatnémet bajnok (1): 1978–79